# Utricularia rigida
Utricularia rigida — вид рослин із родини пухирникових (Lentibulariaceae).

## Біоморфологічна характеристика
Невелика водна рослина. Столони ниткоподібні, розгалужені; гілки тонкі, дуже гнучкі, плавають у швидкій воді, несуть листя та суцвіття, або безлисті. Ризоїди короткі, товсті, циліндричні, дрібно-залозисті, чутливі, діють як вусики або чіпкі корені. Листки перисті; сегменти капілярні, прості або роздвоєні, дрібно-залозисті. Стеблини від кількох сантиметрів до майже 30 см, жорсткі або більш-менш гнучкі, прості чи слабо розгалужені, від 5 до багатоквіткових. Чашолистки дуже нерівні; верхній круглий; нижній еліптично-круглий. Віночок: верхня губа яйцювато-округлена, тупа, цільна; нижня губа трохи довша за верхню, 2-лопатева, часточки тупі; шпора зменшена до невеликої мішкоподібної опуклості. Коробочка куляста, ≈ 2 мм. Насіння — похилий еліпсоїд.

## Середовище проживання
Поширений у Західній Африці (Сенегал, Малі, Гвінея, Сьєрра-Леоне, Кот-д'Івуар, Нігерія, Бенін, Гамбія, Гвінея-Бісау, Нігер).
Реофіт, знайдений на скелях у порогах. У скелях водоспаду або на межі річок утворює іноді щільні пучки.